# 汤米·德维托
汤米·德维托（英語：Tommy DeVito，1928年6月19日—2020年9月21日），美国音乐家。四季乐队创始成员、首席吉他手。

## 生平
出生于美国紐澤西州貝爾維爾，是意大利裔美国人家庭9个孩子中最小的一个。8岁那年，他开始通过听广播中的乡村音乐来自学吉他。12岁时，他就开始在附近的小酒馆里卖艺。他八年级时退学（贝尔维尔中学在2007年授予他名誉校友称号）。到16岁时，他组建了自己的R＆B乐队，每晚能赚20至25美元。
1950年代初，他开始了音乐职业生涯。他与兄弟尼克和汉克组成了三人乐队“百变三重奏”。随后，他又与弗兰基·瓦利等人组建瓦拉亚通乐队。1956年，他们与RCA唱片签约，同时更名为四个爱人乐队（The Four Lovers）。他们的首张单曲《你是我的掌上明珠》获得了不小的成功，跻身《告示牌》百强单曲榜。该单曲让汤米·德维托等人首次登上了全国电视台的舞台。经乔·佩西的介绍，1959年鮑伯·高迪歐加入了瓦拉亚通乐队，1960年更名为四季乐队，诞生了《雪莉酒》《像男人一样》《大姑娘不流泪》这一系列金曲代表作，受到了美国各阶层的喜爱。成名之后，乐队成员之间的关系也有了微妙的变化，汤米·德维托因经营不善欠下巨额债务，以至于乐队无法运营。1970年4月，他离开了乐队。
1990年，他与四季乐队的创始成员入选摇滚名人堂，1999年入选声乐名人堂。他们的故事被改编为百老汇音乐剧《澤西男孩》，2005年首次正式上演，2006年获得托尼獎。2014年，导演克林·伊斯威特将其搬上银幕。
2020年9月21日，汤米·德维托因2019冠状病毒病在内华达州拉斯维加斯逝世。